# День финского языка
День финского языка (фин. Suomen kielen päivää), или День Микаэля Агриколы фин. Mikael Agricolan päivä) — праздник финской письменности, посвящённый памяти основоположника литературного финского языка Микаэля Агриколы. Является общегосударственным праздником в Финляндии, отмечается 9 апреля — в день смерти Микаэля Агриколы, скончавшегося 9 апреля 1557 года.

## История
Празднование было установлено в Финляндии в 1960 году в честь дня кончины Микаэля Агриколы, поскольку дата его рождения неизвестна.
Агрикола написал первую книгу на финском языке — букварь «ABC-kiria» (1543) — и перевел на финский язык Новый Завет (1548).
С 1978 года день также стал называться Днём финского языка, а с 1980 года в этот день по всей стране в обязательном порядке поднимают государственный флаг.